# Cantón San Juan Bosco
San Juan Bosco es uno de los doce cantones que conforman la provincia de Morona Santiago, en Ecuador. Su cabecera es San Juan Bosco. Limita al norte con el cantón Limón Indanza, al sur con el cantón Gualaquiza, al este con el Perú y al oeste con la provincia del Azuay.
Fue creado el 30 de junio de 1992, durante el gobierno de Rodrigo Borja Cevallos. Recibe su nombre en honor al santo católico de origen italiano Juan Bosco, declarado padre, maestro y amigo de los jóvenes por el papa Juan Pablo II, y cuya obra se encuentra presente en todo el país a través de la congregación Salesiana que él mismo fundó.

## Turismo
Posee un sinnúmero de cascadas conocidas como: La cascada conocida como Cascadas de La Victoria, ubicada en el sector La Victoria, al oeste del Centro Poblado del cantón; El cerro Pan de Azúcar, ubicado al Sur del centro Poblado del cantón; Las cascadas del Cerro Pan de Azúcar, conocida como Cascada Recta, ubicada en la parte posterior del Cerro Pan de Azúcar, la cascada de Piamonte; ubicada en la parroquia Pan de Azúcar-comunidad de Piamonte y también otros atractivos turísticos como las Cuevas de Wacambéis, etc.

## División política
San Juan Bosco contiene 5 parroquias:
- San Juan Bosco (cabecera cantonal)
- San Carlos de Limón
- Pan de Azúcar
- San Jacinto de Wakambeis
- Santiago de Pananza

## Población
Según el censo del 2010, el cantón San Juan Bosco cuenta con 4.052 habitantes. al 2016 su proyección es de 4.635 habitantes 